# 여름날 (영화)
《여름날》은 2020년에 개봉한 대한민국의 영화이다.

## 캐스팅
- 김유라 : 승희 역
- 김록경 : 거제 청년 역
- 김진홍
- 이진서
- 이현지 : 다은 역